# Julius Bergenroth
Julius Adolph Bergenroth (* 10. Juni 1817 in Marggrabowa, Ostpreußen; † 24. Februar 1896 in Berlin) war ein deutscher Altphilologe, Gymnasiallehrer und Landtagsabgeordneter.

## Leben
Julius Bergenroth studierte an der Albertus-Universität Königsberg Klassische Philologie und wurde im Sommersemester 1838 Mitglied des Corps Masovia. Er wurde zum Dr. phil. promoviert und machte das Examen pro facultate docendi. Das Probejahr absolvierte er am Kneiphöfischen Gymnasium und ab November 1846 am Friedrichsgymnasium Gumbinnen. In Gumbinnen war er zugleich Hauptlehrer an der Privattöchterschule. Im November 1847 wurde er am Friedrichsgymnasium fest angestellt. Ostern 1850 wurde er an das Thorner Gymnasium versetzt, an dem er 1866 Oberlehrer wurde. Michaelis 1879 trat er in den Ruhestand.
In Thorn wurde Bergenroth Stadtverordneter und Stadtverordnetenvorsteher. Als Mitglied der Deutschen Fortschrittspartei vertrat er von 1873 bis 1885 den Wahlbezirk Marienwerder 5 (Thorn–Kulm) im Preußischen Abgeordnetenhaus. Die Stadt Thorn ernannte ihn zum Ehrenbürger.

## Schriften
- De regia potestate, qua Philippus II. et Alexander M. apud Macedones usi sunt. Thorn 1854[5]
- Ist der König Ödipus des Sophokles eine Schicksalstragödie? Thorn 1861[5]